# Villaggio CEP (Messina)
Villaggio CEP (U Ceppi in dialetto messinese) è un rione della periferia Sud della II Circoscrizione del comune di Messina, distante circa 5 km dal centro cittadino.
Nel 2005 è stato rinominato "Cep-Gelsomini".

## Toponimo
"Cep" è acronimo di "Coordinamento Edilizia Pubblica"

## Storia
Fino agli anni 60 del XX secolo il territorio corrispondente al villaggio era zona agricola coltivata ad ortaggi, agrumeti e gelsomini, dai quali si ricavano le essenze profumate la cui manifattura impegnava molta manodopera femminile ed insieme all'allevamento del bestiame sostenevano una discreta economia.
Il sito venne poi inserito nei "piani di edilizia popolare" ed espropriato. Le costruzioni realizzate costituirono il Villaggio Cep.

## Viabilità e trasporti pubblici
Il rione è posto sul lato monte della ex Strada statale 114 Orientale Sicula.
Le strade interne del rione nel 2005 sono state rinominate, dedicandole a personalità vittime della mafia. Prima di allora venivano contraddistinte da numerazione progressiva.
È collegato al centro cittadino dalla linea ATM nº15/ (Piazza Dante-Vill.Urra-CEP) che sostituì il glorioso nº 5 che arrivava fino a villa lina.

## Luoghi di Culto
La chiesa del rione è dedicata alla Sacra Famiglia, ed è stata edificata negli anni '80 del XX secolo.

## Edifici Pubblici
- Scuola materna ed elementari

## Impianti sportivi
- Palazzetto dello Sport (Palasanfilippo) (basket e volley).